# Sandra Eichenhofer
Sandra Eichenhofer (* 24. Juni 1992 in Gummersbach; † 27. Oktober 2015 in São Paulo, Brasilien) war eine deutsche Nachwuchs-Rennreiterin. Sie war Auszubildende am Stall von Champion-Trainer Markus Klug in Köln-Heumar und starb 2015 an den Folgen eines Reitunfalls in Brasilien.

## Leben
Sandra Eichenhofer ist am 24. Juni 1992 in Gummersbach geboren und aufgewachsen. Gewohnt hat sie auf dem Gestüt Röttgen in Heumar, wo sie gleichzeitig ihre Ausbildung absolvierte. Sie war 159 cm groß und wog 51,5 kg. Sie hatte einen älteren Halbbruder. Als reiterliche Vorbilder betitelte sie Daniele Porcu und Eugen Frank. Jedoch verließ sie sich auf ihren eigenen Reitstil. Ein weiteres Hobby von Sandra neben dem Pferdesport war Zeichnen. Sie zeichnete Bilder von Pferden.
Mit 6 Jahren fing Sandra Eichenhofer an Reitunterricht zu nehmen. Anschließend daran hatte sie Reitbeteiligungen und half in der Pferdepflege. Sie besuchte einen Schnupperkurs in Neuss bei Profireiter Kevin Woodburn. Nach dem Vorreiten im Gestüt Röttgen erhielt sie einen Lehrvertrag.

## Tod
Sandra Eichenhofer starb im brasilianischen São Paulo an den Folgen eines Sturzes auf der Rennbahn Cidade Jardim. Die Reiterin ritt dort bei einem Wettbewerb von Nachwuchsreitern in einem Rennen von arabischen Vollblütern mit. Eichenhofers Pferd durchbrach eine Absperrung, wobei die Reiterin stürzte und daraufhin in ein Krankenhaus eingeliefert wurde. Mit mehreren Rippenbrüchen wurde sie zunächst vom Arzt entlassen. Innere Verletzungen an den Organen wurden ausgeschlossen und Sandra Eichenhofer konnte zurück in das Hotel. Gegen Abend verschlechterte sich der Zustand der Frau. Der zugerufene Arzt konnte nichts weiteres feststellen. Wenig später erlitt Sandra einen Atemstillstand. Trotz Fahrt in die Klinik verstarb Sandra Eichenhofer. Die Ärzte konnten den Tod der Nachwuchsreiterin nicht erklären.